# Anchocoema perplexa
Anchocoema perplexa är en insektsart som beskrevs av Cândido Firmino de Mello-Leitão 1939. 
Anchocoema perplexa ingår i släktet Anchocoema och familjen Proscopiidae. Inga underarter finns listade i Catalogue of Life.